# Гаррі Кері
Гаррі Кері (англ. Harry Carey; 16 січня 1878, Нью-Йорк — 21 вересня 1947, Брентвуд, Каліфорнія) — американський актор кіно, батько відомого актора Гаррі Кері-молодшого.

## Біографія
Генрі ДеУітт Кері-другий (справжнє ім'я актора) народився 16 січня 1878 року в Нью-Йорку. Батько — Генрі ДеУітт Кері, відомий адвокат і суддя Верховного суду Нью-Йорка, мати — Елла Дж. Ладлам.
Кері-молодший встиг побувати ковбоєм, залізничним супер-інтендантом, юристом (якийсь час навчався в Нью-Йоркському університеті) та письменником-драматургом, але у віці 31 року вперше знявся в кіно і залишився в кінематографі на все життя. У 1911 році друг Кері, Генрі Волтголл, познайомив його з відомим режисером Девідом Гріффітом, Кері та Гріффіт плідно співпрацювали після цього багато років.
Гаррі Кері успішно перейшов з ери німого кіно в час звукового, в 1940 номінувався на «Оскар» у категорії «Кращий актор другого плану» за роль у фільмі «Містер Сміт вирушає до Вашингтона», але не виграв нагороди.
Гаррі Кері був одружений двічі або навіть тричі, але достовірна інформація є тільки про його останній шлюб: з актрисою Олайв Кері, з 1920 року і до смерті актора в 1947 році. Від цього шлюбу у пари народилася дочка Елена та син Гаррі Кері-молодший, як і батько, що став відомим актором.
Гаррі Кері помер 21 вересня 1947 року від поєднання раку легені, хронічної обструктивної хвороби легень і коронарного тромбозу. Похований актор на цвинтарі Вудлон у сімейному мавзолеї.
В 1960 Гаррі Кері отримав зірку на Алеї слави Голлівуду (1521, Вайн-стріт). У 1976 році актор був включений до Зали великих акторів вестернів Національного музею спадщини ковбоїв та вестернів в Оклахома-Сіті. У 1991 році Гаррі Кері отримав нагороди «Золотий черевик».

## Вибрана фільмографія
- 1912 — Невидимий ворог